# Guilherand-Granges
Guilherand-Granges är en kommun i departementet Ardèche i regionen Auvergne-Rhône-Alpes i sydöstra Frankrike. Kommunen ligger  i kantonen Saint-Péray som ligger i arrondissementet Tournon-sur-Rhône. År 2022 hade Guilherand-Granges 11 277 invånare.

## Befolkningsutveckling
Antalet invånare i kommunen Guilherand-Granges
Referens: INSEE

## Galleri

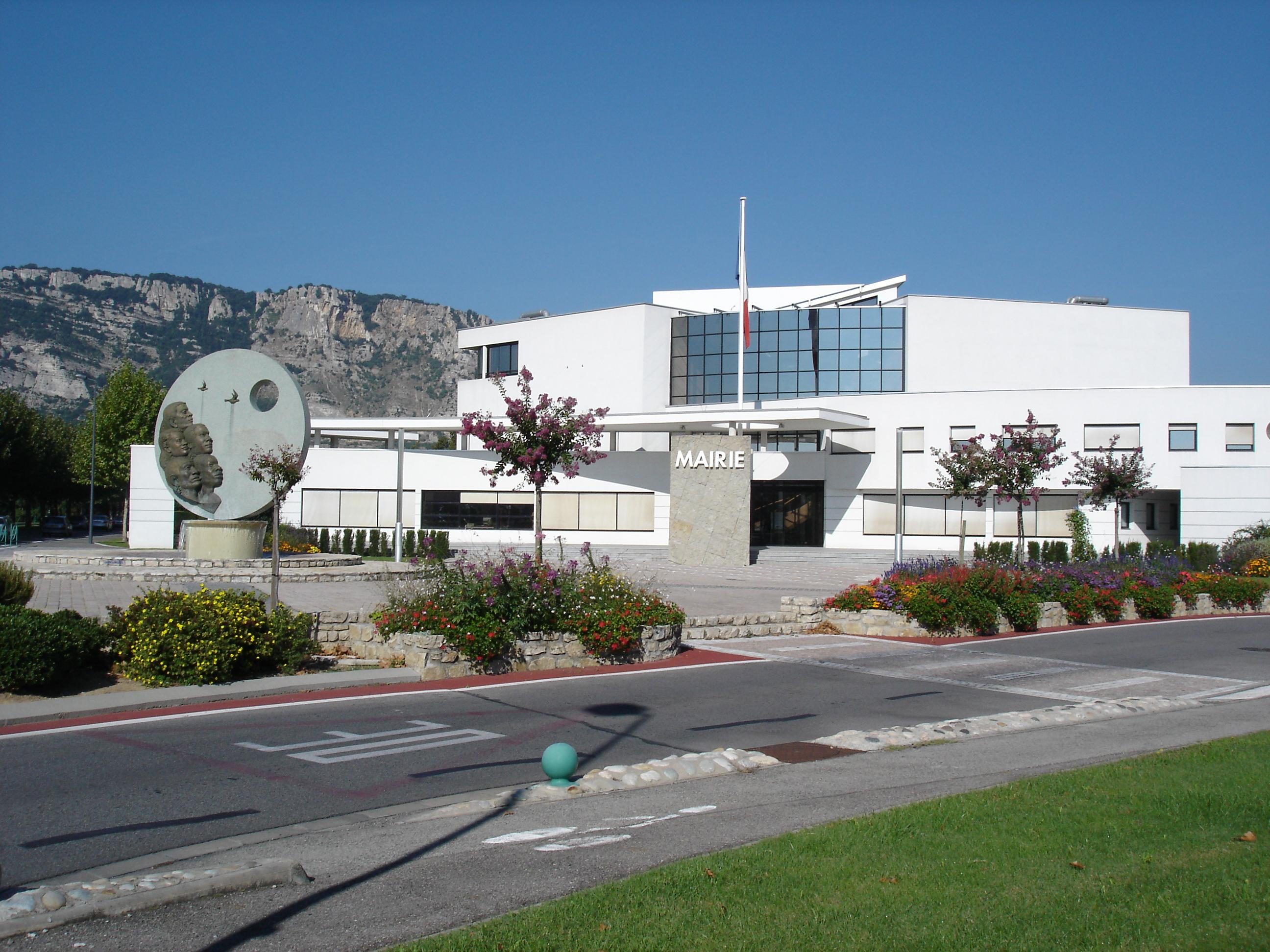
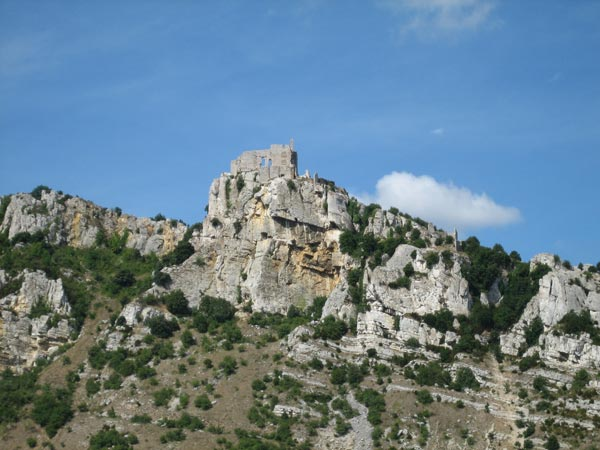
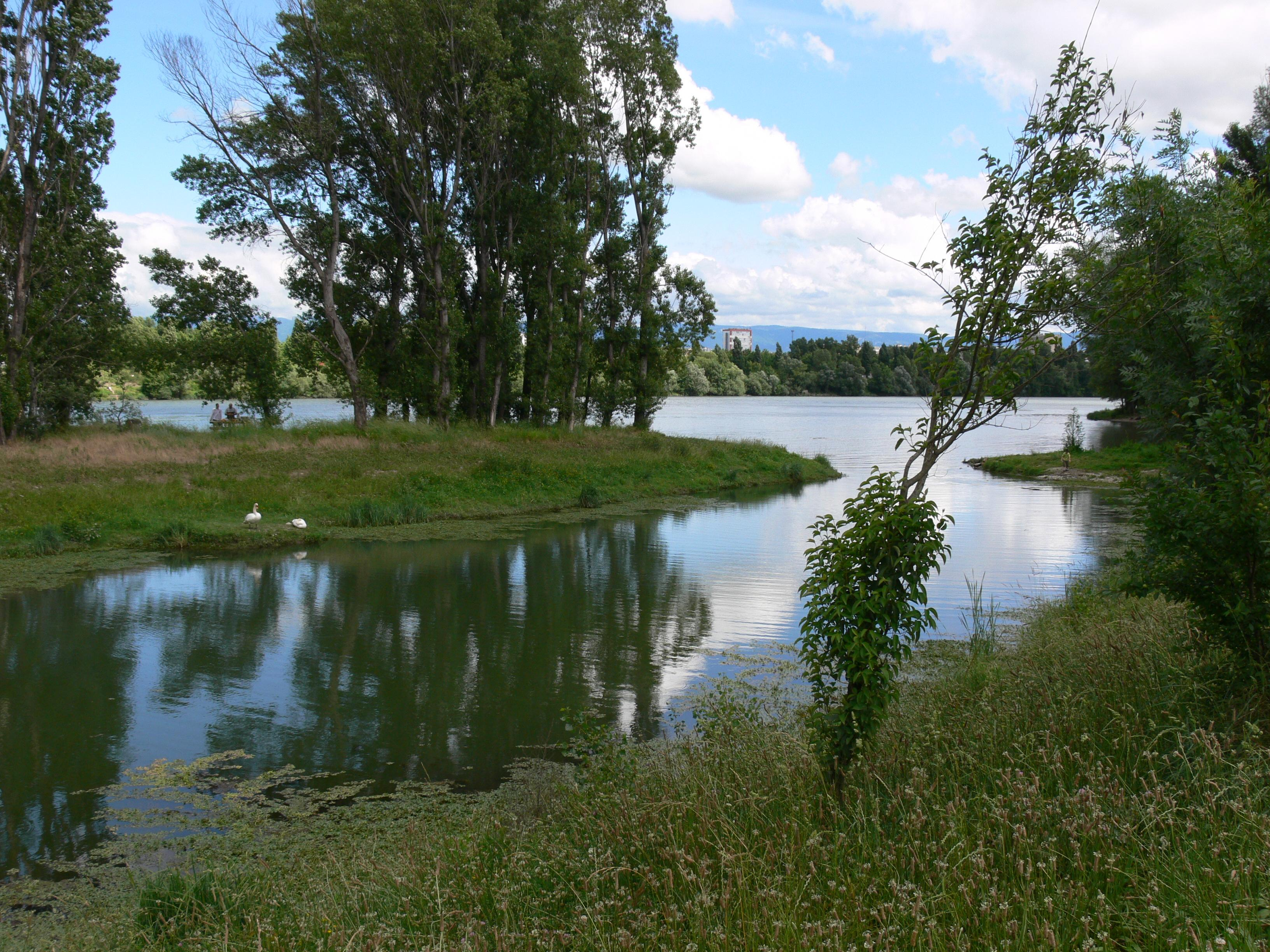